# Макуауитль
Макуауитль (также макуавитль, макуахутл, макуахуитль) (аст. Mācuahuitl; примерно переводится как ручная палка) — холодное оружие ближнего боя у жителей Мезоамерики, в частности у ацтеков, майя, миштеков, тлашкальтеков и пурепеча.
По своей форме макуауитль напоминал плоскую дубинку или короткое весло c несколькими рядами клинков или шипов, сделанных из обсидиана (вулканическое стекло). Похожее оружие есть в культурах полинезийских народов — леиомано, дубинка с акульими зубами. Последний подлинный макуауитль хранился в Королевском арсенале Мадрида и сгорел при пожаре в 1849 году (по другим данным, в 1884 году).

## Описание

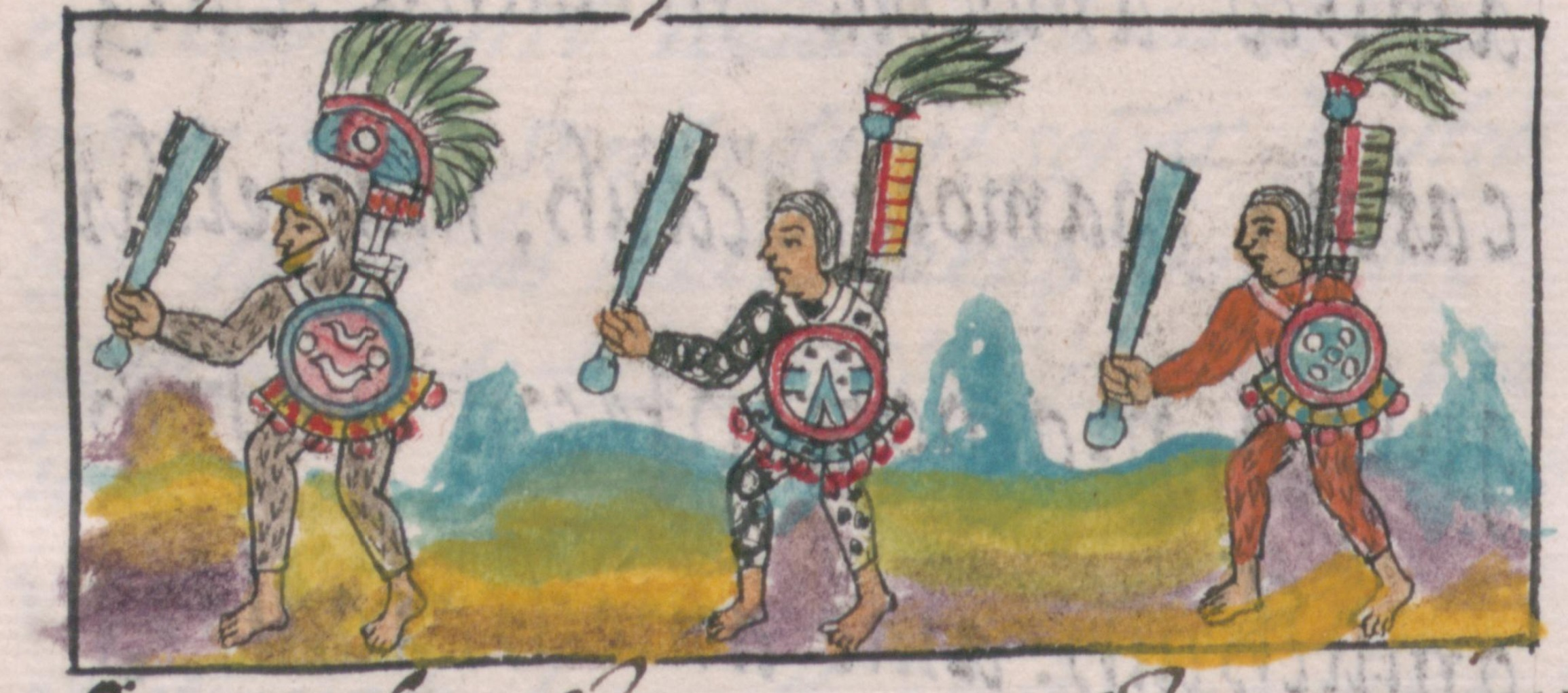
Ацтекские воины, вооруженные макуауитлями. Иллюстрация из Флорентийского кодекса, XVI век

Точная дата происхождения макуауитля неизвестна. Инструменты, сделанные из обсидиана, использовались ещё древними племёнами в Мезоамерике. Из обсидиана делали ножи, скребки, бритвы, наконечники для стрел и буры.
Длина одноручного макуауитля составляла около метра (длина двуручного могла превышать два метра), а сечение — до семи сантиметров. В своей ударной части, которая могла быть прямоугольной, овальной или заострённой, оружие могло достигать 15 сантиметров в ширину. Лезвия крепились на торцах ударной части при помощи особо клейкого вещества, изготовленного из природных компонентов. Из-за физических свойств вулканического стекла степень заточки лезвия значительно превосходила степень заточки высококачественной стали, что позволяло наносить противнику глубокие рваные раны.
В Европе о макуауитле стало известно в ходе завоевания Мексики испанцами в XVI веке. По воспоминаниям конкистадоров, индеец, вооружённый макуауитлем, мог отрубить лошади голову одним ударом. Однако эксперименты, проведённые мексиканским археологом Альфонсо А. Гардуньо Арзаве в 2009 году, показали, что макуауитль не мог использоваться таким образом — прямой удар приводил к разрушению обсидиановых лезвий и нанесению относительно небольшого урона. В то же время с помощью макуауитля можно было наносить эффективный калечащий урон с последующим пленением противника.